# Acacia cana
Acacia cana är en ärtväxtart som beskrevs av Joseph Henry Maiden. Acacia cana ingår i släktet akacior, och familjen ärtväxter. Inga underarter finns listade i Catalogue of Life.